# Monasterio de Santa María de las Escalonias
El priorato de Santa María de las Escalonias se encuentra ubicado en el término municipal de Hornachuelos, en la provincia de Córdoba. Fue fundado por los frailes del monasterio de La Oliva, perteneciendo a la Orden Cisterciense de la Estrecha Observancia.

## Historia
Se tienen noticias escritas de Las Escalonias desde el año 1441 que aluden a Don Lope Gutiérrez de los Ríos, canónigo con dignidad de maestrescuela, de la catedral de Córdoba que, al ser elegido obispo de Ávila, hizo donación de la finca a un sobrino suyo. En 1680, el nombre de Escalonias con título de marquesado pasó por Real Decreto a manos de Don Gutiérrez de los Ríos y Messía de la Cerda, nieto del séptimo señor de Escalonias. 
Por los avatares de la historia, el marquesado vendió la hacienda a principios de siglo (alrededor del 1902) a la familia García-Verde que, aunque sorianos de nacimiento, se habían asentado en Argentina, en donde prosperaron sobradamente. Sus descendientes (la familia García Llorente), donaron al abadía de Santa María la Real de La Oliva la casa solariega y algo de terreno, con el fin de que se hiciera la fundación de un monasterio cisterciense en el lugar la casa solariega y algo de terreno, con el fin de que se hiciera la fundación de un monasterio cisterciense en el lugar.

### Fundación
En la tarde del 8 de enero de 1986 llegaron el Abad de La Oliva, Dom Mariano Crespo, y los dos primeros monjes que se hicieron cargo de la donación y comenzaron la vida regular en régimen de pre-fundación, con el P. Francisco Sánchez Alías como primer superior. En la mañana del día 9 se celebró la primera eucaristía en el lugar y a partir de entonces, los monjes cistercienses han asegurado día a día el rezo de la Liturgia de las Horas y la celebración eucarística. Comenzaron por ser una célula monástica germinal, y en la actualidad es una fundación consolidada, aprobada como tal por la Orden Cisterciense de la Estricta Observancia y constituida oficialmente el día de la solemnidad de Santa María de las Escalonias el 17 de mayo de 1989.
A partir del 11 de julio de 1992, festividad de San Benito, tras unos primeros años de adecuación del lugar y las instalaciones, se instaura la clausura y la fundación «se considera como un monasterio en el modo de desarrollar su vida».